# Cantonul Reignier-Ésery
Cantonul Reignier-Ésery este un canton din arondismentul Saint-Julien-en-Genevois, departamentul Haute-Savoie, regiunea Rhône-Alpes, Franța.

## Comune
- Arbusigny
- Fillinges
- Monnetier-Mornex
- La Muraz
- Nangy
- Pers-Jussy
- Reignier-Ésery (reședință)
- Scientrier